# 蓮花寺 (名張市)
蓮花寺（れんげじ）は、三重県名張市にある新義真言宗豊山派の寺。山号は不二山（ふにざん）。院号は蓮台院（れんだいいん）。本尊は十一面観音。三重四国八十八ヶ所第54番札所。伊賀四国八十八ヶ所第56番札所。

## 歴史
蓮花寺は天正伊賀の乱の兵火により、文献、資料等が全て損失したため、確かな縁起は分からないが、1214年の東大寺続要録に登場する。東大寺続要録には「蓮花寺1段｣と記載されており、他にも滝屋寺（廃絶 所在地不明）、安部田寺（廃絶 鹿高神社 念仏堂付近？または宝泉寺の前身か？）、水越寺（廃絶 弥勒寺の前身？またはその周辺の大寺）、千福寺（廃絶 現在の坂ノ下にあったとされる）、里田寺（廃絶 所在地不明）、持福寺（廃絶 所在地不明）、長福寺（廃絶 永福寺の前身か？）、大江寺（廃絶 同地域の大屋戸に「大江寺」の小字が残っている）、長楽寺（廃絶 福楽寺の前身か？）などの寺が出てきているがほとんどが廃絶し、蓮花寺は今に至るまで現存する住昔の古刹である。このようなことから蓮花寺の創建は平安後期であると推定される。

## 蓮花寺の立地と時代背景
蓮花寺は三重県名張市大屋戸にあるが、名張市は奈良時代から東大寺の板蠅杣として栄えており、平安後期 - 鎌倉時代になると黒田庄、黒田本庄が確立。黒田庄、黒田本庄は名張市最大の豪族、名張大江氏が下司を歴任するようなり、その名張大江氏の居住地が大屋戸であった。そのため大屋戸に杉谷神社（現存）を氏社、大江寺（廃絶）を氏寺に持っていた。大江寺がもっていたとされる十院十二坊の内のさんしょ坊が、杉谷神社前の田の小字にあることから、現在隣接する蓮花寺の前身はさんしょ坊の可能性があり、現在は隣り合わせであるが、かつてはさんしょ坊（蓮花寺）の裏に杉谷神社があったことも考えられる。また現在の蓮花寺には天正伊賀の乱以降の石塔、石仏や本尊を除く仏像がほとんどであり、鎌倉期の墓場の中心に設置する五輪塔（真言律宗系）が分解されながらも現在の蓮花寺の境内に現存することなどを考え、さんしょ坊（蓮花寺）が杉谷神社の前にあったが、兵火で焼け落ち、元は墓場の一角であった杉谷神社の左どなりに、天正伊賀の乱以降に蓮花寺を移設させたと考えられる。

## 開基は大江直定説
先程も説明したように、蓮花寺の開基は大江定基（寂照）とされているがその説はあまりにもなりたたないのである。大江定基の氏族は大江氏であり、父は正三位参議大江斉光であり、出家前は大江定基、三河守従五位下であった。定基は赴任の際連れていった女性を三河で亡くしたことをひどく悔やみ、寂心のもとで出家（988年）、その後横川で源信に天台教学を、仁海に密教を習い京都の如意輪寺（廃絶）に住まい、教学を学んだ後、入宋（1003年）。皇帝真宗から円通大師の号を貰った。そのまま1034年に帰国することのないまま死去した。このような定基であるが、大屋戸に来ていたという記録もなく、どこから混ざりあったのかは分からないが名張市では大江定基が名張大江氏の祖であるという考えが定着している。また風化がすすみ、大江定基と、大江貞元という字が混じり合い、清和天皇の子、貞元親王の古墳や五輪塔、貞元親王が開基などと言う文献まで地域間では出てしまっている。だが、どれもこれも時代と合致せず、定基は出家してから大屋戸に寺院や氏族として定着する期間はないと考えられるし、貞元親王の古墳とする大屋戸古墳群も時代と人物が合っておらず、天皇家級の墳丘や石室を持ち合わせない、6世紀後半の大屋戸地区の首長墓であると考えるのが妥当である。大屋戸を拠点とし、名張市で栄華を極めた名張大江氏の文献上で確認されるのは大江直定からであり、大江直定から大屋戸を拠点に東大寺の黒田庄、黒田本庄の下司を歴任したという説が濃厚であろう。このようなことから開基は大屋戸に大江氏として初めて拠点を置いた大江直定である可能性が高い。

## 蓮花寺の仏像
木造十一面観世音菩薩
この仏像は元々蓮花寺に伝わるものではなく、推定江戸時代に滋賀県の近江八幡市にある、西国三十三所第31番札所長命寺から渡ってきたものであり、藤原末期の作品である。おそらく文化財登録をしていない為、詳しい事柄は分からないが、厨子に入っておられ、開閉部分に天照大御神、酒呑童子、厨子内の天井にもなにか描かれている。十一面観世音菩薩は長谷寺式であり、丸みを帯びた女性のような表現が施されている。現住職が酷い虫食いに気づき、仏像を修復、今は秘仏として1月1日のみ開帳される。
大日如来
この大日如来は蓮花寺の旧本尊とされ、旧本尊大日如来に次の銘があるという。「伊勢国名張郡大宿村蓮花寺本尊、奉寄進法主文識房為二世頓証也。並一門悉地成菩提祈処。法主。干時明暦二年（1656）丙申十一月十五日。時の住持誘盛開眼供養也。敬白」このようなことから、1656年に蓮花寺の本尊を大日如来とし、江戸時代に入ると現本尊十一面観世音菩薩と本尊を入れ替えることとなる。この大日如来は胎蔵界のものであり数少ない貴重な仏像である。
薬師如来立像 日光菩薩 月光菩薩
これかの仏像は三尊仏としてまつられており、旧本尊大日如来と台座や仏像の彫り方が同様のため、作者が同人物、同時代とうかがえる。しかし、薬師如来立像のみ、光背、台座のみ大日如来や日光、月光菩薩と同型であるが、薬師如来立像の本体のみ特徴が違うため、後付けと考えられる。
不動明王
不動明王は旧本尊大日如来の脇にまつられている。木造であり、蓮花寺唯一の玉眼の仏像である。この不動明王は現住職が蓮花寺へ来た際に、滋賀県の悉地院から譲り受けたものとされている。彩色もよく拝見することができ、玉眼のにらみつける迫力が感じられる。
文殊菩薩
文殊菩薩は元々同地域の大屋戸に存在した、文殊院（現大屋戸公民館の東）から移されたとされており、文殊院が廃絶する際に、本尊であった文殊菩薩を蓮花寺に移したと考えられる。
顔立ちや彫り方などが旧本尊大日如来や三尊仏と類似していることから、文殊菩薩も作者が同じく、同時期のものであると考えられる。
弘法大師坐像
弘法大師坐像は最近の作品であり、彩色をまとった弘法大師が本堂にまつられる。